# 2911 Міяхелена
2911 Міяхелена (2911 Miahelena) — астероїд головного поясу, відкритий 8 квітня 1938 року.
Тіссеранів параметр щодо Юпітера — 3,301.